# Ampullariidae
Los ampuláridos (Ampullariidae) son una familia de moluscos gasterópodos de aguas dulces distribuidos predominantemente en zonas tropicales y subtropicales de África, América y Asia.
Los caracoles de la familia Ampullariidae son conocidos vulgarmente como caracoles manzana, debido a que algunos de sus representantes presentan conchas grandes y redondeadas.  De acuerdo a la región, también se los conoce como caracoles de laguna, caracol dorado, caracol del Paraná, caracol gigante amazónico, caracol gigante, caracol lunar, churos, churo de agua, sacha, guarura y cuiba.
El nombre de la familia deriva de una estructura llamada “ampulla” la cual constituye un engrosamiento de la aorta anterior la cual se localiza en la cavidad pericardial y tiene como función acumular un gran volumen de sangre a elevada presión la cual es forzada hacia el corazón a partir del faldón del manto cuando el animal se retrae en su concha.

## Biología

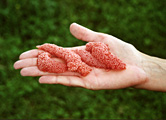
Huevos en la mano pertenecientes al gasterópodo Pomacea canaliculata

### Hábitat
En su hábitat natural, particularmente en la región Neotropical, los ampuláridos son los principales componentes de la diversidad dulceacuícola. Son caracoles dulceacuícolas, con hábitos de vida anfibio. Los caracoles manzana habitan un gran variedad de hábitats, pero generalmente se los encuentra en aguas estancadas, poco profundas, incluyendo cuerpos de agua que se secan estacionalmente. Los ampuláridos pueden tolerar períodos prolongados de sequía, y ante la falta de agua, pueden estivar mediante dormancia. En la mayoría de los casos, son generalmente encontrados cerca de los márgenes, asociados a macrófitas.

### Biología reproductiva
El periodo reproductivo de los ampuláridos está estrechamente relacionado con el ambiente donde habitan, siendo los factores preponderantes la temperatura y la disponibilidad de agua. En regiones templadas, los caracoles pueden permanecer varios meses inactivos durante las bajas temperaturas del invierno y generalmente tienen 3 o 4 períodos reproductivos anuales. En las regiones tropicales, donde las temperaturas no llegan a bajar lo suficiente como para que los caracoles estén inactivos, la reproducción está mucho más condicionada por la disponibilidad de agua y suelen reproducirse continuamente. Los caracoles manzana son dioicos, con fecundación interna y desarrollo directo. El apareamiento ocurre debajo del agua e involucra comportamientos de cortejo seguido de una cópula de duración variable. Es común que las hembras copulen con varios machos, reservando el esperma de éstos, incluso, por varios periodos reproductivos. Los ampuláridos, como la mayoría de los gasterópodos, tienen huevos con relativamente poco vitelo, el cual se encuentra reducido a gránulos proteicos no nutritivos con funciones poco claras. En su lugar, una glándula anexa del útero, la glándula del albumen, sintetiza y rodea al oocito fecundado con un fluido perivitelino, compuesto predominantemente de galactógeno, proteínas y calcio, y que constituye la principal fuente nutricia para el embrión (Catalán et al. 2002; De Jong-Brink et al. 1983). Siguiendo su camino por el oviducto hacia el exterior, una segunda glándula anexa, la glándula de la cápsula, rodea al huevo de una cubierta protectora de mucopolisacáridos que, en Pomacea y Pila, se calcifica para constituir un huevo verdaderamente cleidoico.
Existen dentro de la familia Ampullariidae dos estrategias de desove diferentes. Por un lado, los géneros Afropomus, Asolene, Felipponea, Lanistes, Marisa y Saulea depositan sus huevos en masas gelatinosas debajo del agua, sobre la vegetación sumergida. Por otro lado, las especies de Pomacea y Pila depositan sus huevos en masas calcáreas fuera del agua, una estrategia inusual entre los gasterópodos acuáticos. Esta estrategia de oviposición aérea pudo haber evolucionado como una forma de evadir la depredación o el canibalismo que pueden sufrir los huevos sumergidos. La mayoría de las especies de Pomacea depositan sus huevos bien por encima del agua, sobre vegetación emergente, troncos, rocas y otras superficies duras, mientras que Pila deposita sus huevos sobre la vegetación cerca de la línea de agua o sobre el suelo, en los márgenes del cuerpo de agua. Notoriamente, en contraste con los huevos blanquecinos o translúcidos de la mayoría de los ampuláridos, los huevos del género Pomacea presentan coloraciones llamativas que van del verdoso al rojo-anaranjado.

## Distribución
Esta familia es de origen gondwánico y en su rango de distribución nativa, las especies de ampuláridos se pueden agrupar como ampuláridos del Viejo Mundo y ampuláridos del Nuevo Mundo. Los ampuláridos del Viejo Mundo incluyen a los géneros Afropomus, Saulea y Lanistes distribuidos en África, a Pila que se encuentra en África y Asia, y al género Forbesopomus encontrado sólo en Asia. Los ampuláridos del Nuevo Mundo incluyen a los géneros Felipponea, Marisa y Asolene de América del Sur, y Pomacea de América del Sur, América Central y el sur de América del Norte.
Como consecuencia de la actividad del hombre, cuatro especies del género Pomacea (Pomacea canaliculata, Pomacea maculata, Pomacea scalaris y Pomacea difussa), se han convertido en especies invasoras en nuevas áreas alrededor del mundo, incluyendo el Sudeste de Asia, América del Norte y, más recientemente, España. Debido a la severidad de su impacto en las áreas invadidas, una de estas especies, Pomacea canaliculata, ha sido catalogada dentro de las 100 peores plagas a nivel mundial.

## Taxonomía y sistemática
Los caracoles ampuláridos pertenecen a los Caenogastropoda, un grupo grande y diverso que contiene aproximadamente el 60 % de las especies actuales de gastrópodos. Dentro de este grupo, los ampuláridos se encuentran dentro de la superfamilia Ampullarioidea, dentro del grupo informal Architaenioglossa, que también incluye a Cyclophoroidea y Viviparoidea.
La familia Ampullariidae contiene aproximadamente 120 especies, distribuidas en dies géneros: Pseudoceratodes (que incluye sólo especies fósiles), Marisa, Pomacea, Asolene, Felipponea, Afropomus, Lanistes, Saulea, Forbesopomus y Pila (con Ampullaria y Ampullarius como sinónimos no válido). La taxonomía de los ampuláridos está basada principalmente en características de la concha, aunque existen actualmente varias reconstrucciones filogenéticas basadas en la comparación de secuencias de ADN.
La familia Ampullariidae caracoles operculados prosobranquios del orden Mesogastropoda fue descrita por J. E. Gray en 1824 en su artículo “Zoological Notices. On some new species of Ampullaridae”. El nombre Ampullariidae es el nombre válido para el grupo, el nombre Pilidae, descrito por Preston en 1915 en su artículo titulado “The fauna of British India including Ceylon and Burma, es un sinónimo inválido.

### Diversidad

#### Ampuláridos del Viejo Mundo
- Género Afropomus constituido por una sola especie Afropomus balanoideus (Gould, 1850) y con distribución en el África ecuatorial occidental.[2]
- Género Lanistes constituidos por unas 43 especies, en el África.[2]
- Género Saulea constituido por una sola especie viviente Saulea vitrea (Born, 1780). Con distribución puntual en el África ecuatorial occidental.[2]
- Género Pila constituidos por unas 18 especies y distribuidas por amplia regiones del África, la India, el sureste asiático y el sur del Japón.[2]
- Género Forbesopomus, constituido por una única especie distribuida en Asia.[2]

#### Ampuláridos del Nuevo Mundo
- Género Asolene constituido por unas 8 especies con distribución en América del Sur en la región del sudeste del Brasil, Uruguay, Paraguay y noreste del Argentina.[2]
- Género Felipponea constituido por 3 especies y con localización en cuenca alta del río Paraná.[2]
- Género Marisa constituido por 2 especies con amplia distribución en el continente americano introducida en la Península de la Florida, se distribuye por América Central, Islas del Mar Caribe y por extensas regiones de América del Sur.[2]
- Género Pomacea constituido por más de 97 especies descritas, se distribuye desde el Sur de América del Norte, América Central, Islas del Mar Caribe y por las sabanas de América del Sur hasta los 40° S en Argentina.[2]

## Anatomia

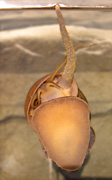
Ejemplar de Pomacea extendiendo su sifón para respirar aire

Los ampuláridos presentan una gran variedad de tamaños, e incluyen a los caracoles de agua dulce de mayor tamaño, con registros de la concha de Pomacea maculata de hasta 17 cm de longitúd máxima. Por el contrario, los adultos de Pomacea curumin rara vez alcanza tamaños mayores a 10.5 mm. Las conchas también varían de grosor, pudiendo ser gruesas y porcelanáceas en algunas especies, y muy finas constando prácticamente sólo del perióstraco. La mayoría de los caracoles manzana presentan una concha de forma globosa y de rotación dextrógira, con la excepción de las especies del género Marisa, que tienen concha planoespiral. Algunas especies del género Pomacea presentan dimorfismo sexual en la forma de la concha, siendo la de los machos más gruesa y menos globosa que la de las hembras. La concha de los ampuláridos son generalmente lisas, sin ornamentaciones. Muchas especies exhiben un patrón de líneas espirales oscuras que varían entre especies y entre poblaciones de la misma especie. Algunas especies carecen de dichas bandas.
Los ampuláridos son caracoles operculados, presentando un opérculo generalmente córneo, con excepción del género Pila, que presenta su opérculo calcificado. 
Los ampuláridos son únicos entre los caracoles dulceacuícolas en que poseen órganos enteramente funcionales tanto para la respiración acuática (ctenidio) como para la respiración aérea (pulmón). Estos caracoles presentan un sifón que les permite respirar aire sin necesidad de salir fuera del agua.

## Importancia

### Usos
Debido a que algunas especies de estos caracoles presentan gran tolerancia ambiental, elevado potencial reproductivo, desarrollo corto, dieta simple y económica, y rápido crecimiento, fueron introducidos con propósitos de acuicultivo en América del Norte y Asia, como mascotas de acuario y como fuente de alimento para animales y humanos, respectivamente.
Los más comunes en los acuarios son: Pomacea bridgesii, esta especie varía en el color del castaño al amarillo, albinos e incluso azules, listados o no. Pomacea canaliculata, más redondo, más grande y más inclinado a comer plantas acuáticas, lo que lo hace menos aprovechable para muchos acuaristas. Esta especie también presenta distintos tonos en el cuerpo y la concha. Marisa cornuarietis, de forma discoidal. Pomacea paludosa recolectado a veces, directamente de su hábitat en Florida. El gigante Pomacea maculata, raramente se encuentra en los acuarios y muchas de las especies en tiendas y libros están mal identificadas o les inventan nombres llamativos.

### Especies plaga
En 1980, algunas especies del género Pomacea (Pomacea canaliculata, P. scalaris, P. insularum y P. bridgesi) fueron introducidas en Taiwán para iniciar su cultivo para consumo humano, pero sin éxito. Ejemplares escapados se reprodujeron y se convirtieron en una amenaza para los campos de arroz y los ecosistemas de aguas dulces. Se han extendido por Indonesia, Tailandia, Camboya, Sur de China, Japón y las Filipinas. Hawái experimentó la misma introducción de Pomacea para propósitos culinarios . En muchos mercados del Pacífico y Asia se venden como una delicatesen. En 2009 en España, en el Delta del Ebro, la especie Pomacea maculata se ha extendido por los cultivos de arroz. En rango de distribución invasora, los caracoles manzana se han convertido en grandes pestes para la agricultura, devastando cultivos de arroz, taro y vegetales semiacuáticos, principalmente en el sudeste asiático, donde han generado enormes pérdidas económicas.
En los ambientes naturales que han sido invadidos por los ampuláridos, se ha visto que estos caracoles son capaces de desplazar especies de animales nativos y, debido a su hábito alimenticio generalista, han causado alteraciones en el funcionamiento de los ecosistemas de agua dulce que han colonizado, amenazando la integridad de los mismos.
Los caracoles ampuláridos pueden actuar como hospedadores intermediarios de varios parásitos, algunos de los cuales pueden afectar severamente al hombre. Relacionado con esto último, existe evidencia de que la dispersión del parásito nematode Angiostrongylus cantonensis (Chen, 1935), agente causante de la meningitis eosinofílica, está asociada con la invasión de nuevas áreas por parte de estos caracoles.

## Galería

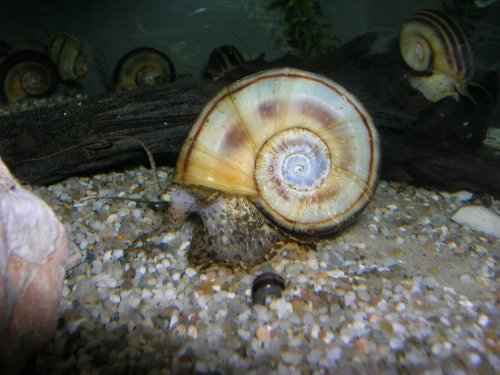
Emplar de Marisa cornuarietis
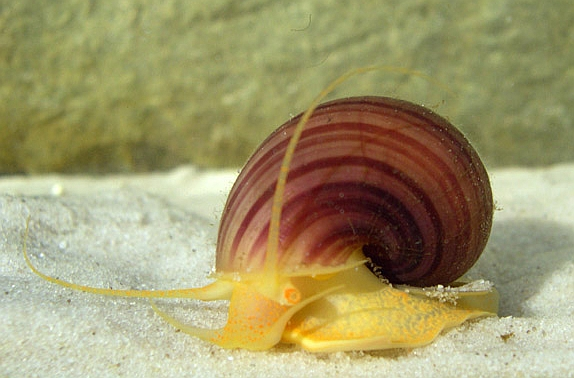
Ejemplar de Pomacea bridgesii
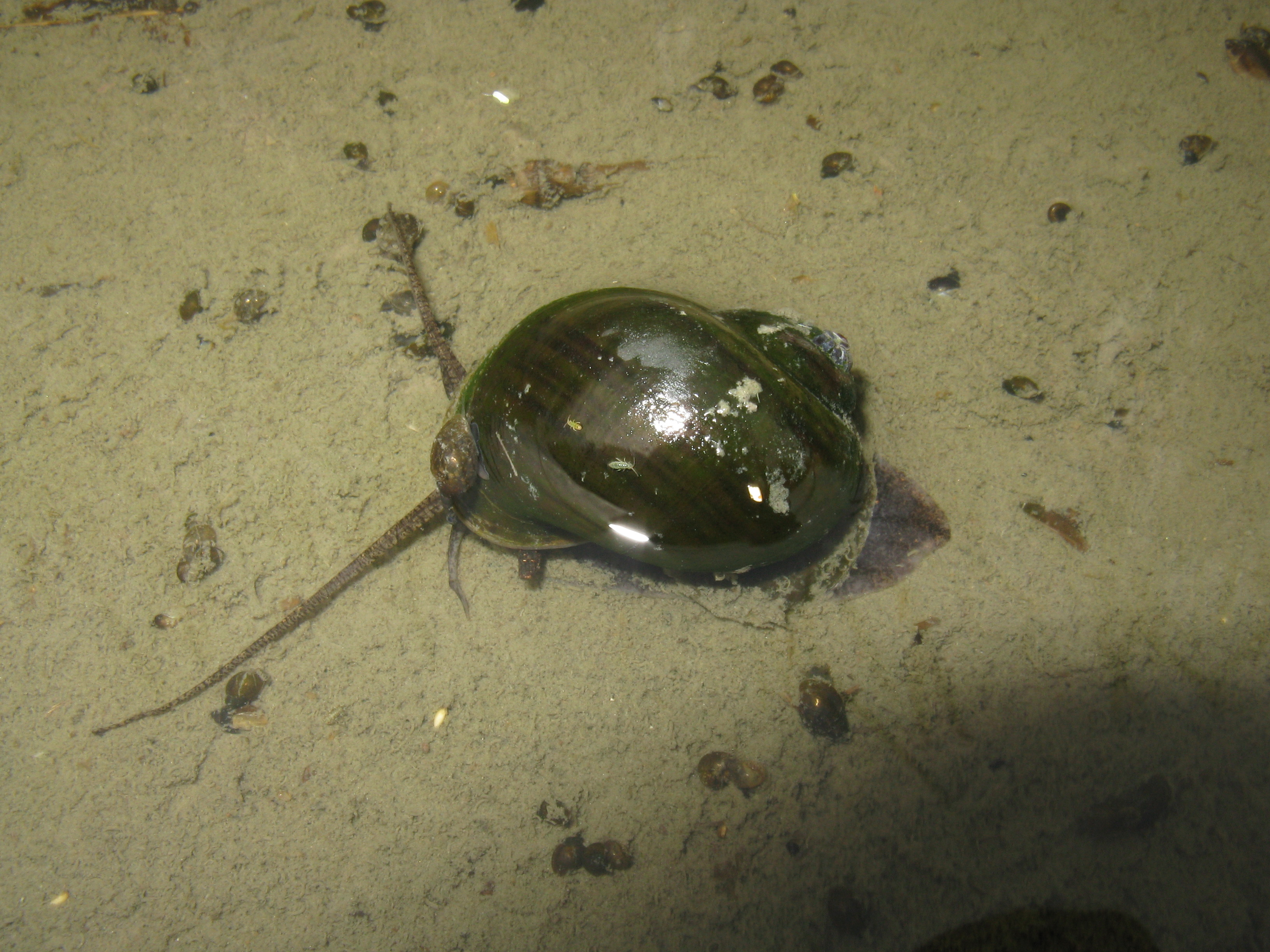
Ejemplar de Pomacea canaliculata
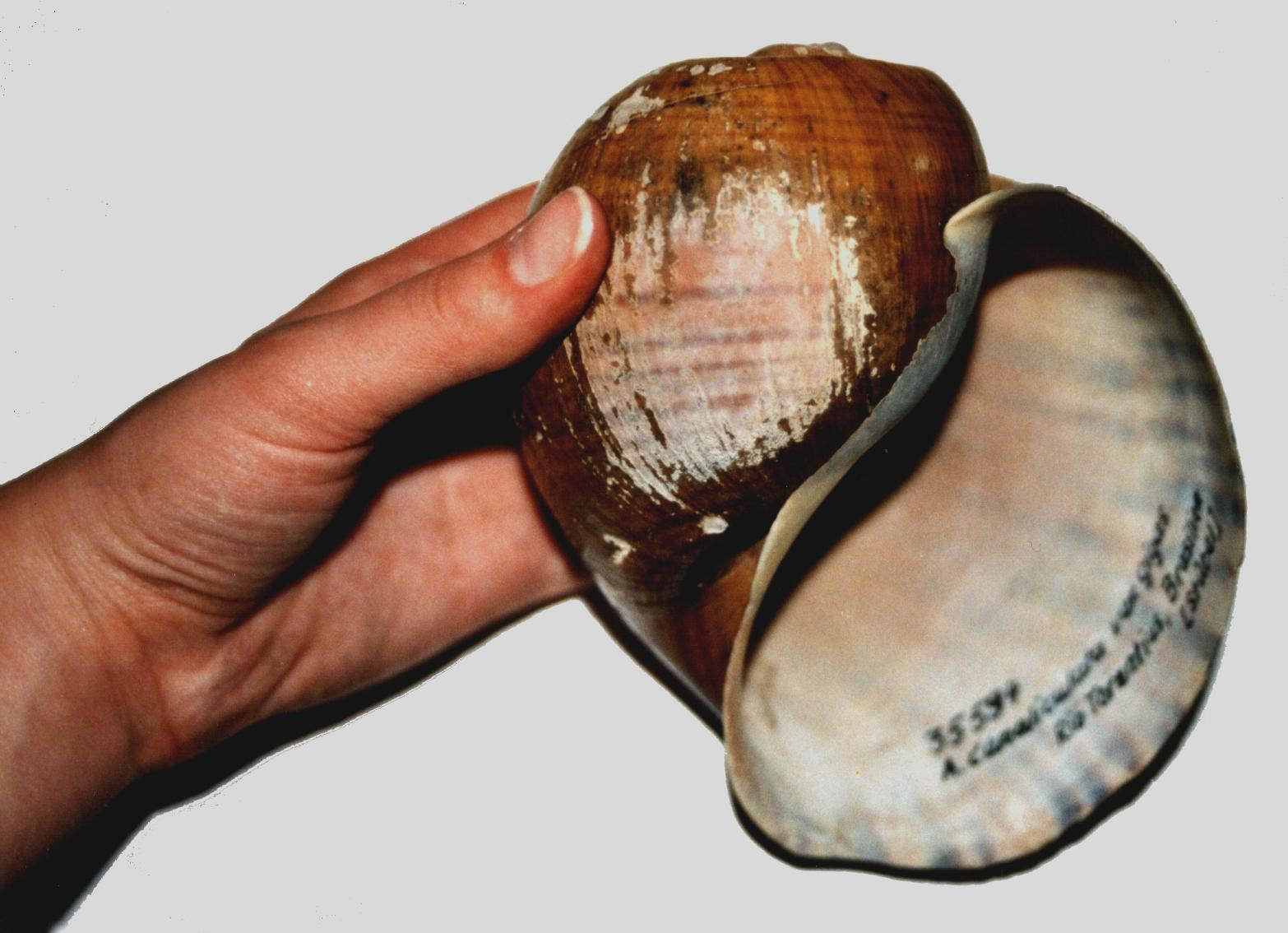
Concha de Pomacea maculata
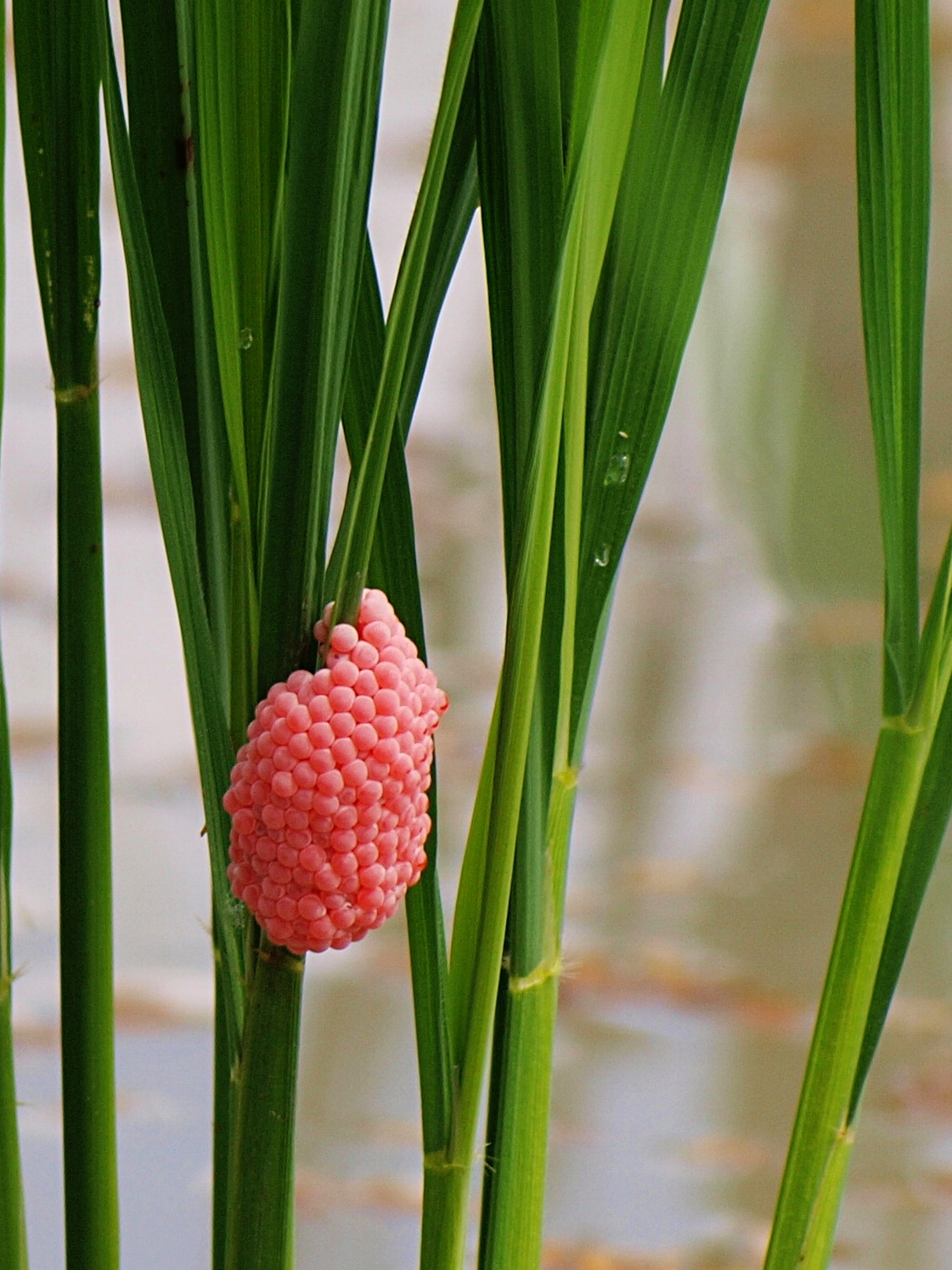
Puesta de huevos de Pomacea